# 주병진 나이트쇼
《주병진 나이트 쇼》는 대한민국의 문화방송에서 제작, 밤 시간대에 방송되었던 토크 쇼 프로그램이다. 진행자는 주병진이다. 1995년 4월 21일부터 첫 방송을 시작되었고, 1996년 6월 14일에 종영되었으며, 후속 프로그램으로 《김동건의 텔레비안 나이트》를 방송되었다.
한편, 이 프로그램은 자기사업 홍보 - 저질농담으로 구설수에 올랐으며 첫회 방영분에서 비속한 대화내용과 간접광고로 물의를 빚어 방송위원회로부터 '경고' 조치를 받았다.
아울러, 삼풍백화점 붕괴 사고를 너무 가볍게 다뤄 방송위원회로부터 '경고' 조치를 받았다.

## 방송 회차

### 1995년
- 4월 21일 1회
- 4월 28일 2회
- 5월 5일 3회
- 5월 12일 4회
- 5월 19일 5회
- 5월 26일 6회
- 6월 2일 7회
- 6월 9일 8회
- 6월 16일 9회
- 6월 23일 - 특별생방송 <서울시장 후보 특별토론> 편성[4]으로 결방
- 6월 30일 - 삼풍백화점 붕괴 사고 관련 프로그램 편성으로 결방
- 7월 7일 10회
- 7월 14일 11회
- 7월 21일 12회
- 7월 28일 13회
- 8월 4일 - 제 16회 MBC 강변가요제 편성[5]으로 결방
- 8월 11일 14회
- 8월 18일 15회
- 8월 25일 16회
- 9월 1일 17회
- 9월 8일 - 추석특선영화 사선에서 편성[6]으로 결방
- 9월 15일 18회
- 9월 22일 19회
- 9월 29일 20회
- 10월 6일 21회
- 10월 13일 22회
- 10월 20일 23회
- 10월 27일 24회
- 11월 3일 25회
- 11월 10일 26회
- 11월 17일 27회
- 11월 24일 28회
- 12월 1일 29회
- 12월 8일 30회
- 12월 15일 31회
- 12월 22일 32회
- 12월 29일 - 코미디 연기대상 편성[7]으로 결방

### 1996년
- 1월 5일 33회
- 1월 12일 34회
- 1월 19일 35회
- 1월 26일 36회
- 2월 2일 37회
- 2월 9일 38회
- 2월 16일 39회
- 2월 23일 40회
- 3월 1일 - 2부작 특집드라마 화투 편성[8]으로 결방
- 3월 8일 41회
- 3월 15일 42회
- 3월 22일 43회
- 3월 29일 44회
- 4월 5일 45회
- 4월 12일 46회
- 4월 19일 47회
- 4월 26일 48회
- 5월 3일 49회
- 5월 10일 50회
- 5월 17일 51회
- 5월 24일 52회
- 5월 31일 53회
- 6월 7일 54회
- 6월 14일 55회(최종)

## 같이 보기
- 주병진 쇼 (1993년, SBS)
- 주병진 데이트 라인 (1998~1999년, SBS)

전후방송
- 김동건의 텔레비안 나이트 (1996년) - 후속